# Adam Struensee

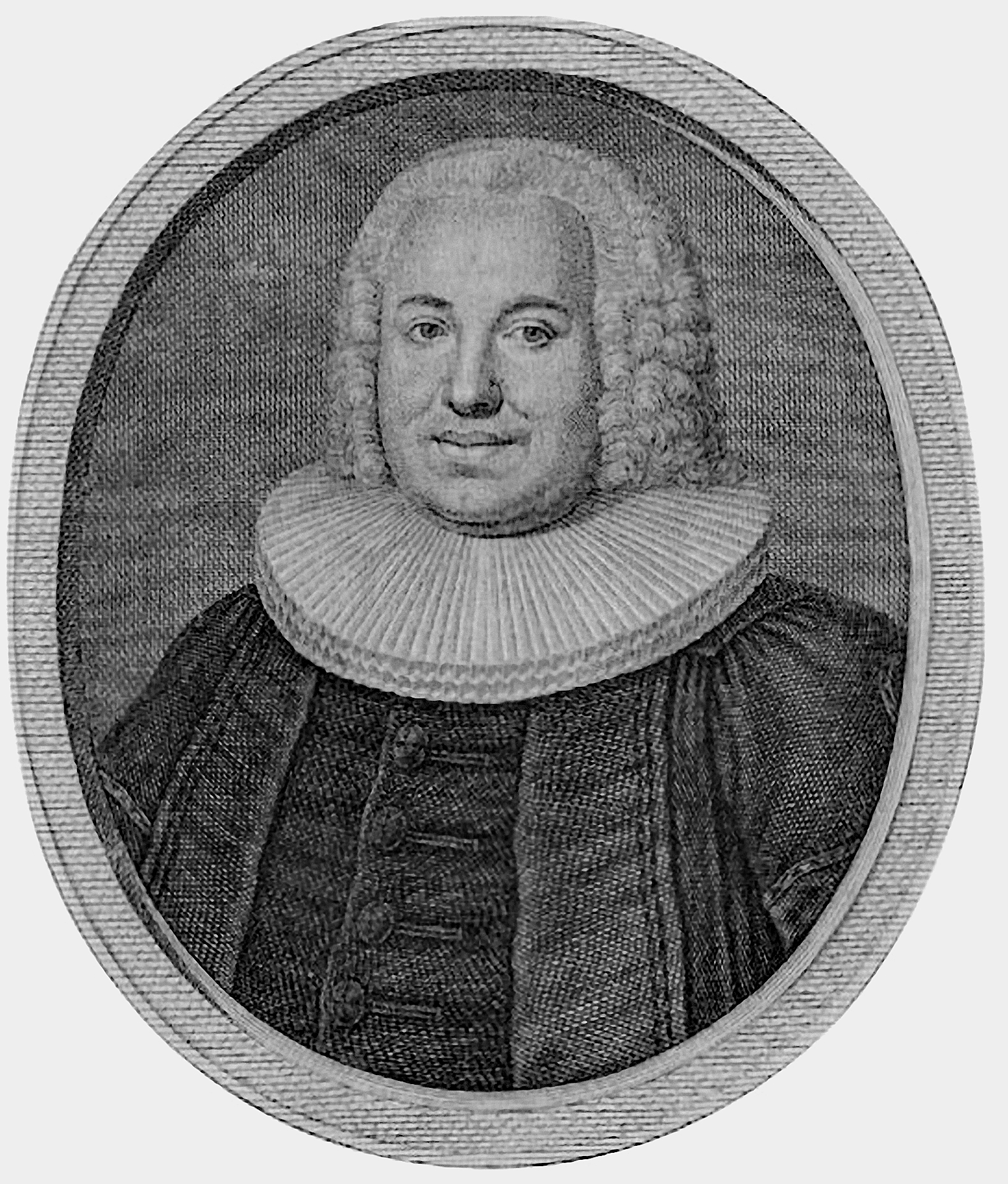
Adam Struensee

Adam Struensee (* 8. September 1708 in Neuruppin; † 20. Juni 1791 in Rendsburg) war ein deutscher evangelischer Theologe und Theologieprofessor an der Universität Halle (Saale);  sowie Generalsuperintendent von Schleswig-Holstein. Der Arzt, Reformer und dänische Staatsminister Johann Friedrich Struensee (1737–1772) war einer seiner Söhne.

## Leben
Struensee war Angehöriger der Familie Struensee sowie der Sohn des Neuruppiner Stadtverordneten und Tuchmachermeisters Lorenz Struensee (* 1656) und dessen Frau Elisabeth Thomschläger. Seine erste Ausbildung erhielt er an der Stadtschule in Neuruppin. Ab 1724 besuchte er die Saldria in Brandenburg an der Havel. 1727 studierte er in Halle, wechselte aber nach dem Tod von August Hermann Francke 1728 an die Universität Jena, wo er Johann Franz Buddeus hörte. 1730 wurde er als Hofprediger nach Berleburg berufen. Dort heiratete er Maria Dorothea (1716–1792), die Tochter des radikal pietistischen Leibarztes Johann Samuel Carl. In Berleburg kam er u. a. in Berührung mit Nikolaus Ludwig von Zinzendorf und Johann Konrad Dippel.
Schon 1732 verließ er Berleburg wieder, um Pastor der Laurentiuskirche in Halle und Professor am dortigen Gymnasium zu werden. Noch im selben Jahr wurde Adam Struensee Pfarrer an der Moritzkirche. Wie schon in Berleburg erlebte er auch hier Konflikte zwischen unterschiedlichen theologischen Richtungen, der lutherischen Orthodoxie, dem Franckeschen Pietismus, vertreten durch Francke Schwiegersohn Johann Anastasius Freylinghausen, und dem Herrnhuter August Gottlieb Spangenberg. Struensee blieb neutral und erwarb sich damit und mit seinen Predigten Anerkennung. 1739 wurde er zu Freylinghausens Nachfolger als Pastor der St.-Ulrich-Kirche, 1749 Pastor der Marienkirche und Professor an der Universität, wo er Vorlesungen über Moral und Exegese hielt. Anlässlich seines Abschiedes wurde ihm die Ehrendoktorwürde verliehen.
Nachdem er mehrere Stellenangebote ausgeschlagen hatte, folgte er 1757 der Berufung als Konsistorialrat und Propst in Altona. Auch dort war seine Amtsführung von Toleranz gegen religiöse Separatisten geprägt. Ab 1759 war Struensee für mehr als 30 Jahre königlicher Generalsuperintendent der Herzogtümer Schleswig und Holstein. Während dieser Jahrzehnte versuchte er, die Kirche in seinem Amtsgebiet vom Einfluss der Aufklärung frei zu halten. Im Sinne des Königs Friedrich V. sorgte er für die Besetzung der Pfarrstellen mit guten, der Neologie unverdächtigen Predigern. Die Königliche Dänische Ackerakademie des Philipp Ernst Lüders ließ er nach nur vier Jahren 1767 wieder schließen, weil die Beschäftigung der Pastoren mit Landwirtschaft in seinen Augen zu weltlich war. Gleichzeitig förderte er das Schulwesen und vor allem Hochdeutsch als Schul- und Kirchensprache. Darin genoss er das Vertrauen des Staatsministers Johann Hartwig Ernst von Bernstorff, der jedoch 1770 von Struensees Sohn Johann Friedrich Struensee im Zuge seiner einer radikalen Aufklärung entsprechenden Reformen entlassen wurde.
Als Johann Friedrich Struensee 1772 verhaftet wurde, schrieb sein Vater ihm einen Abschiedsbrief. Zum Zeitpunkt der Hinrichtung des Sohnes hielt er sich mit seiner Frau in Ulsnis auf. Sein Ansehen litt nicht unter dem Scheitern seines Sohnes, auch wenn das Verhältnis zu dem neuen deutschen Kanzler Andreas Peter von Bernstorff nicht ganz so eng war wie zu dessen Onkel. Nach dem Tod seines Sohnes förderte er trotz seiner Skepsis gegenüber Zinzendorf den Aufbau der herrnhutischen Siedlung Christiansfeld, deren Gründung einer der letzten Befehle war, die Johann Friedrich Struensee im Namen von Christian VII. gab. Trotz seiner Abneigung gegen die Aufklärungstheologie gab er seine Zustimmung zum von Johann Andreas Cramer verfassten Gesangbuch und Katechismus, die Einführung liturgischer Neuerungen wurde jedoch bis zu seinem Tod verhindert. Erst unter seinem Nachfolger Jacob Georg Christian Adler erschien eine aufgeklärte Agende in Schleswig-Holstein.

## Familie
Aus seiner 1732 geschlossenen Ehe mit Maria Dorothea, die einzige Tochter des gräflichen Leibarztes in Berleburg und späteren dänischen Justizrates Johann Samuel Carl, stammen sieben Kinder:
- Sophie Elisabeth Struensee (* 14. April 1733; † 1768), heiratete ihren Cousin Samuel Struensee[2]
- Carl August Struensee von Carlsbach (* 18. August 1735 in Halle; † 17. Oktober 1804 in Berlin), preußischer Finanzminister
- Johann Friedrich Struensee (* 5. August 1737 in Halle; † 28. April 1772 in Kopenhagen), Arzt, Staatsminister, Reformer und Regent von 1770 bis 1772 in Dänemark
- Samuel Adam Struensee (* 1. Oktober 1739 in Halle; † jung)
- Maria Dorothea Struensee (* 12. März 1744 in Halle; † 1820), heiratete Wilhelm Alexander Schwollmann
- Johanna Henrietta Struensee (* 3. September 1745 in Halle; † jung)
- Gotthilf Christoph Struensee (* 12. Dezember 1746 in Halle; † 3. April 1829 in Neu-Schönwalde, Kreis Elbing, Westpreußen), Bankdirektor in Elbing

## Werke
Struensee veröffentlichte vor allem in seinen Jahren in Halle. Zu seinen Werken zählen ein Gesangbuch, das noch 100 Jahre nach seinem Tod erneut aufgelegt wurde, viele Predigten und Erbauungsschriften, aber auch mehrere Vertheidigungs-Schreiben gegen einen Gräf. Zinzendorfischen Brief und exegetische Werke.
- Jesus, der Zerstörer des Reichs der Finsterniß für uns und in uns, eine Predigt. Berleburg 1730
- Der Unterschied der Bekehrten und Unbekehrten, eine Predigt. Berleburg 1730
- Das freundliche Bewillkommen einer bussfertigen Seele bey dem Herrn Jesu; eine Predigt. Halle 1735
- Der Wille Gottes nach dem sechsten Gebot, eine Predigt. Halle 1735, Altona 1771
- Einfältige Zeugnisse der Wahrheit zur Gottseligkeit, oder catechetische Wiederholungen einiger Predigten über Sonn – und Festtagsevangelien; nebst 12 Fortsetzungen. Halle 1735–1744
- Die zarte Liebe Jesu zu den Elenden. Halle 1736
- Martin Luther's Erklärung der Bergpredigt Jesu Christi Matth. 5, 6. 7 ; mit einer Vorrede. Halle 1737
- Die Früchte der Auferstehung Jesu Christi. Halle 1739 (Seine Probepredigt in der Ulrichskirche in Halle)
- Rechtschaffene Lehrer, als Bäume der Gerechtigkeit; Abdankungsrede Joh. Anast. Freylinghausen's. Halle 1739
- Zwey Vertheidigungsschreiben gegen einen gräfl. Zinzendorfischen Brief. Halle 1740
- Heilsame Betrachtungen über alle Sonn- und Festtagsevangelia. 4 Teile. Halle 1747–1748. 2. Auflage. 2 Teile. Halle 1758
- Ein Wort der Vermahnung und des Trostes an das Herz eines aus dem Judenthum zu Christo bekehrten Rabbi. Halle 1749
- Heilsame Wahrheiten in 26 Predigten über einige Kernsprüche der heiligen Schrift. Halle 1750
- Sammlung gründlicher und erbaulicher Schriften, die auf ein rechtschaffenes Christenthum abzielen. 1. Teil. Mit einer Vorrede begleitet, Halle 1752, 2. Teil. Mit einer Vorrede begleitet, Halle 1753, 3. Teil. Halle 1756
- Diss. de obsignatione Christi. Halle 175?
- Diss. de obsignatione credentium passiva. Halle 175?
- Diss. de obsignatione credentium active. Halle 175? (Die Dissertationen wurden zusammengedruckt unter dem Titel: Commentatio de Obsignatione Jesu Christi et credentium.) Halle 1754
- Diss. de gaudio in spiritu sancto. Halle 175?
- Diss. de morte spirituali. Halle 175?
- Diss. de transitu a morte spirituali ad vitam spiritualem. Halle 175?
- Diss. de peccato in regenitis remanente. Halle 175?
- Diss. de perfectione renatorum. Halle 175?
- Diss. de collisione officiorum Christianorum. Halle 175?
- Anweisung zum erbaulichen Predigen; herausgegeben zum Gebrauch seiner akademischen Vorlesungen. Halle 1756
- Trauerreden und Gedächtnisspredigten, bey verschiedener Gelegenheit gehalten u. s. w. Halle 1756
- Der getroste Sinn eines Gerechten in Noth und Tod; Gedächtnisspredigt über Psalm 27, 1, auf S. J. Baumgarten. In: dessen Ehrengedächtniss S. 39–66 (Halle 1757)
- Die letzte Bitte eines Abschiednehmenden Lehrers; Abschiedspredigt. Halle 1757
- Zergliederung der Predigten und Reden, welche er zu Altona gehalten hat. 3 Jge. Altona 1758–1760.
- Jubelpredigt wegen der in dem Königreiche Dänemark eingeführten Souverainität. Altona 1760
- Johann Arnd’s, weiland Generalsuperintendenten des Fürstenthums Lüneburg, sechs Bücher vom wahren Christenthume, nebst desselben Paradisgärtlein mit neuen inventierten (52) Kupfern und Erklärungen derselben, wie auch neu dazu verfertigten Gebeten, und einer Vorrede. Halle 1760, 1763 (online (Struensee (Hrsg.)) – Internet Archive)
- Erklärung des Briefes an die Hebräer; welche auf der königl. Friedrichsuniversität zu Halle seinen academischen Zuhörern ehedem vorgetragen hat u. s. w. Flensburg 1763
- Erklärung des Briefes an die Galater. Flensburg 1764
- Academische Vorlegungen über die theologische Moral, welche auf der königl. Friedrichsunivers. zu Halle ehedem gehalten u. s. w. Flensburg 1765
- Neun kleine theologische Abhandlungen. Altona 1765
- Trauerpredigt, welche am Tage der Leichbestätigung der entseelten Gebeine des in Gott ruhenden Königes zu Dänemark u. s. w. Majestät, Friedrich des V, glorwürdigsten Andenkens, den 18. März 1766 in der Schlosskirche zu Gottorf gehalten hat u. s. w. Altona 1766
- Eine Ordinationsrede von der geistlichen Gestalt eines Evangelischen Lehrers.
- Biblischer Unterricht zur Gründung und Befestigung im wahren Christenthum über die Sonn- und Fefttagsevangelien, und einige Kernsprüche. Halle 1768
- Ein Gebet- und Kommunionbuch. Halle 17??